# Лампи, Франц Ксавьер
Франц Кса́вер Ла́мпи (Франци́шек Ксаве́рий Ла́мпи) (нем. Franz Xaver Lampi, пол. Franciszek Ksawery Lampi; 22 января 1782, Клагенфурт, Священная Римская империя — 22 июля 1852, Варшава, Российская империя) — австрийский и польский живописец итальянского происхождения, портретист и пейзажист, младший сын Иоганна Баптиста Лампи Старшего и брат Иоганна Баптиста Лампи Младшего.

## Биография
Франц Ксавер Лампи родился в семье известного австрийского живописца Иоганна Баптиста Лампи Старшего, под руководством которого и получил первые художественные навыки. Вместе с братом, известным художником-портретистом Иоганном Баптистом Лампи Младшим (1775—1837) работал в художественной мастерской отца в Вене, где выполнялись многочисленные портретные заказы.
Учился в Венской Академии изящных искусств у Генриха Фюгерa и Хуберта Маурера. В 1815 году поселился в Варшаве, где жил до смерти, периодически бывая в Австрии и Германии.
Успеху его карьеры в Польше помогли память о его отце И. Б. Лампи Старшем, который прославился как портретист в Варшаве в 1788—1791 г. Кроме выполнения заказов, преподавал рисунок и живопись в своей студии. Его наиболее известными учениками были Пётр Михаловский и Войцех Статтлер.
Писал картины на мифологические и религиозные сюжеты, батальные сцены.
Автор сентиментально-романтических пейзажей, для которых наиболее характерными являются такие мотивы, как: руины, морские виды, скалы, водопады.
Франц Ксавер Лампи — известный портретист. Многие его работы часто приписывают кисти отца И. Б. Лампи Старшего и младшего брата Иоганна Баптиста Лампи Младшего.

## Галерея

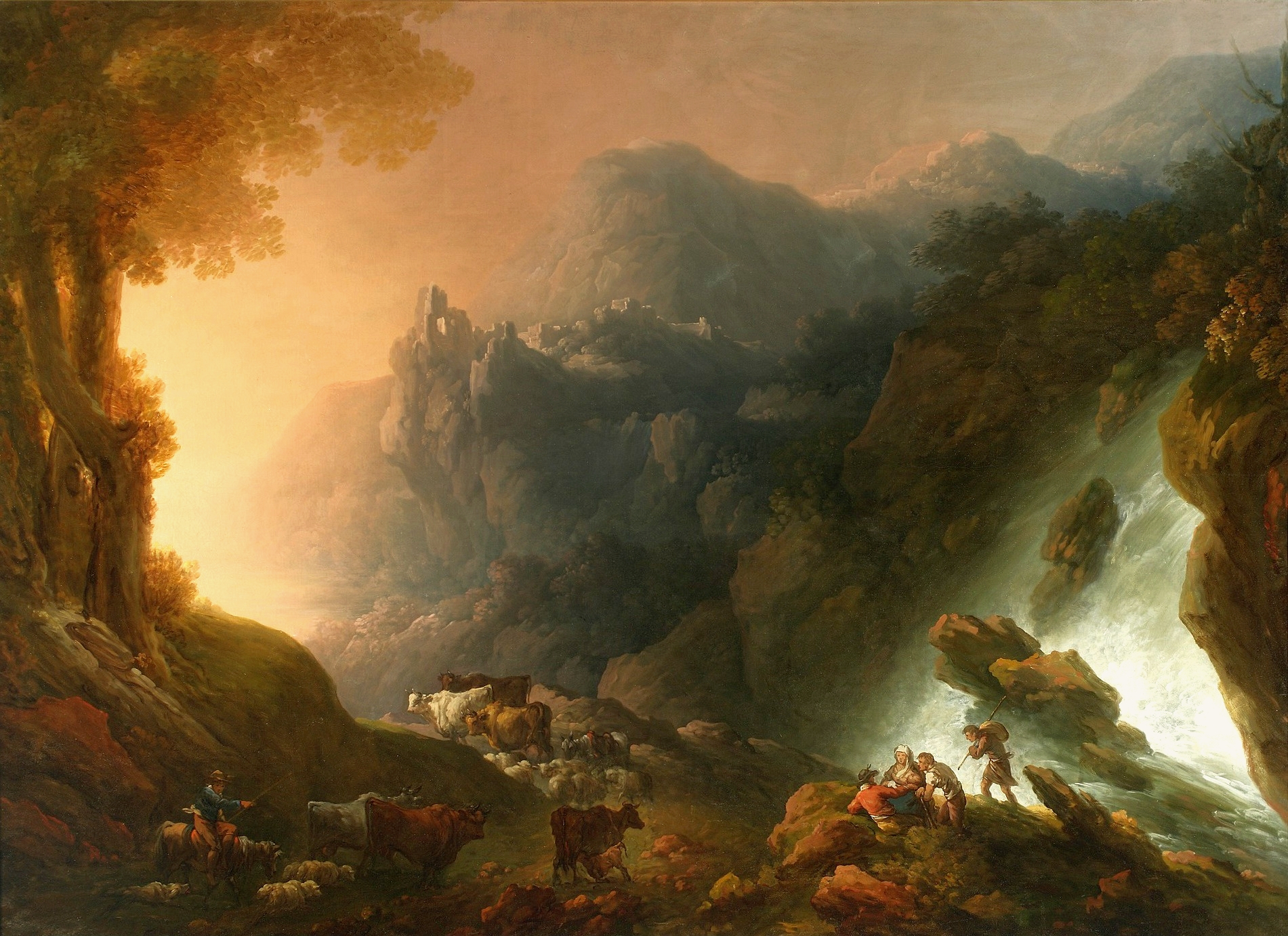
Горный пейзаж с водопадом.
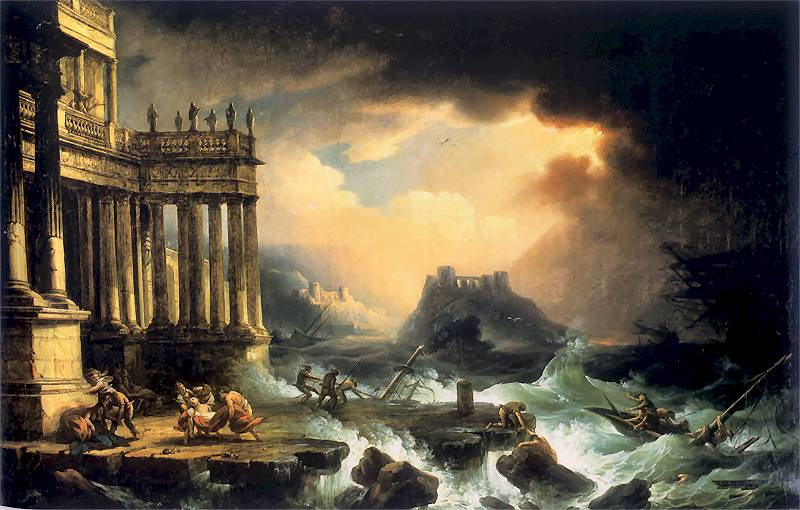
Спасение потерпевших кораблекрушение.
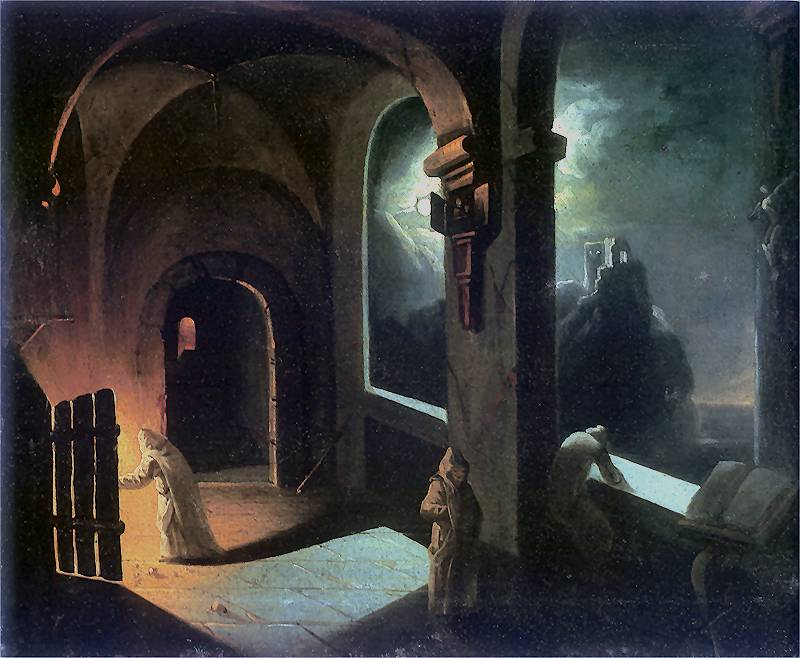
Картезианский монастырь.
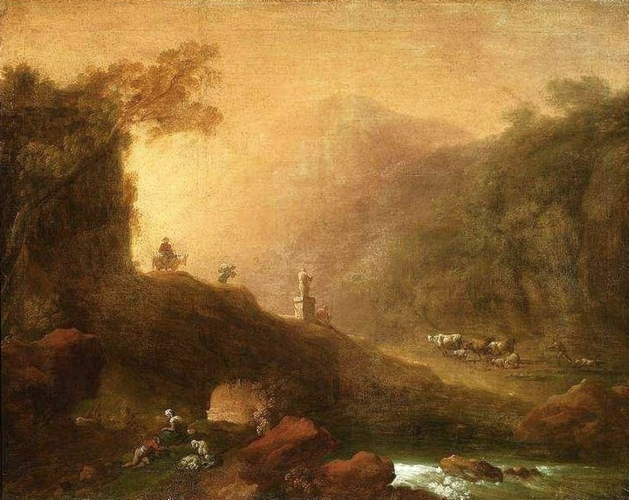
Романтический пейзаж.
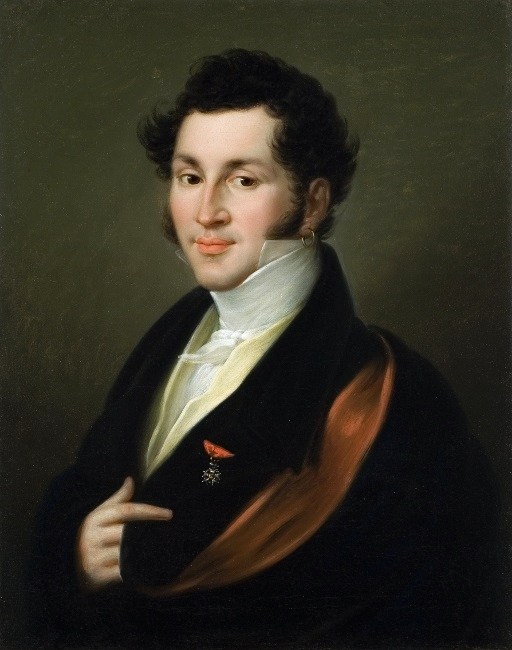
Портрет Петра Флорентини.
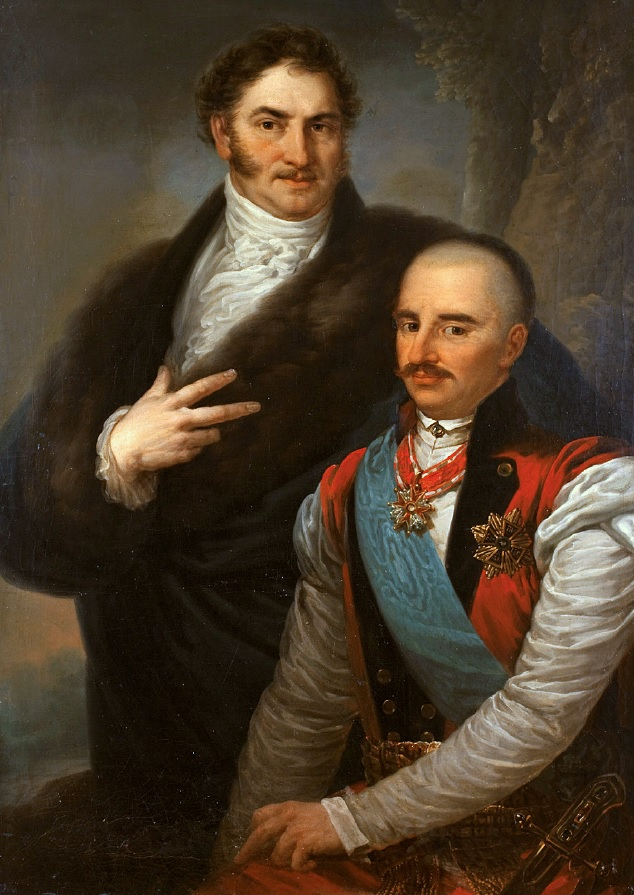
Портрет Юзефа и Яна Микорских.
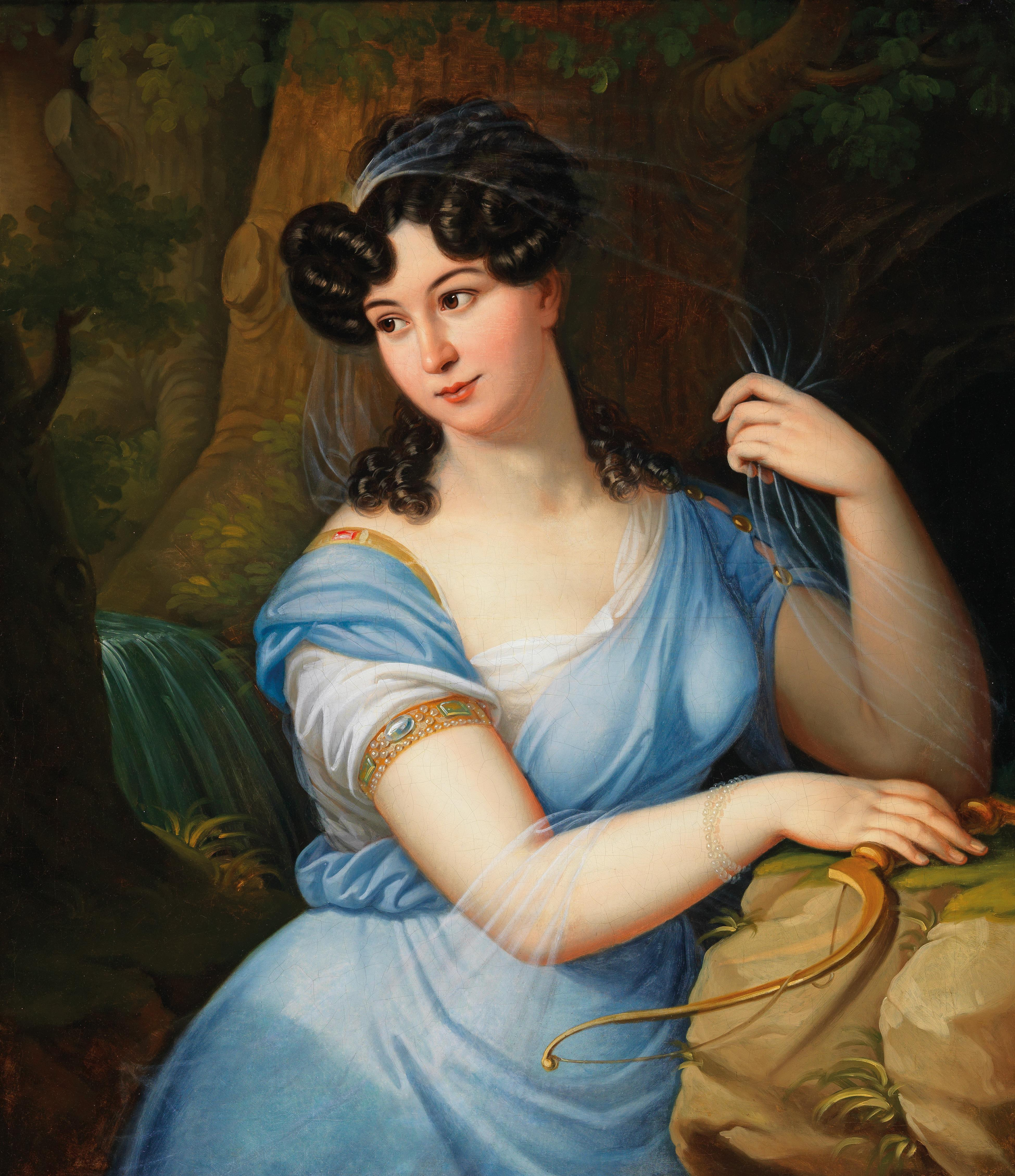
Женский портрет.